# دنيس باترسون (لاعب هوكي الجليد)
دنيس باترسون هو لاعب هوكي الجليد كندي، ولد في 9 يناير 1950 في بيتيربوروغ في كندا.

## وصلات خارجية
- دنيس باترسون على موقع دوري الهوكي الوطني (الإنجليزية)
- دنيس باترسون على موقع قاعة مشاهير الهوكي (لاعب أن.إتش.أل) (الإنجليزية)
- دنيس باترسون على موقع EliteProspects.com (الإنجليزية)
- دنيس باترسون على موقع HockeyDB.com (الإنجليزية)
- دنيس باترسون على موقع Hockey-Reference.com (الإنجليزية)